# King Kongs överman
King Kongs överman (engelska: The Pet Store) är en amerikansk animerad kortfilm med Musse Pigg från 1933.

## Handling
Musse Pigg nya jobb i en djuraffär blir ett äventyr när en gorilla rymmer och kidnappar Mimmi Pigg. Tack vare de andra djuren i butiken lyckas Musse rädda sin älskade Mimmi.

## Om filmen
Filmen är den 61:a Musse Pigg-kortfilmen som producerades och den elfte som lanserades år 1933.
Filmen hade svensk premiär den 2 april 1934 på biografen på Rita i Stockholm och ingick i ett kortfilmsprogram tillsammans med sex kortfilmer till; Putte hos John Blund, Våga, vinn hästen min, Hund och katt, Råttfångaren från Hameln, Hans och Greta och Noaks ark.

## Rollista (i urval)
- Walt Disney – Musse Pigg
  - Jayne Shadduck – Musses visslingar
- Marcellite Garner – Mimmi Pigg[6]